# AACTA International Awards 2015
La 4ª edizione della cerimonia degli AACTA International Awards si è tenuta a Los Angeles il 31 gennaio 2015. La cerimonia ha premiato i migliori film internazionali usciti nel corso del 2014.
Gli attori australiani Nicole Kidman e Geoffrey Rush hanno presentato la cerimonia di premiazione, che, in Australia, è trasmessa dal canale Arena il 1º febbraio. Le candidature sono state annunciate il 7 gennaio 2015.

## Vincitori e candidati

### Miglior film
- Birdman, regia di Alejandro González Iñárritu
- Whiplash, regia di Damien Chazelle
- Boyhood, regia di Richard Linklater
- Grand Budapest Hotel (The Grand Budapest Hotel), regia di Wes Anderson
- The Imitation Game, regia di Morten Tyldum

### Miglior regista
- Alejandro González Iñárritu - Birdman
- Richard Linklater - Boyhood
- Wes Anderson - Grand Budapest Hotel (The Grand Budapest Hotel)
- Morten Tyldum - The Imitation Game
- Damien Chazelle - Whiplash

### Miglior attore protagonista
- Michael Keaton - Birdman
- Steve Carell - Foxcatcher - Una storia americana (Foxcatcher)
- Benedict Cumberbatch - The Imitation Game
- Jake Gyllenhaal - Lo sciacallo - Nightcrawler (Nightcrawler)
- Eddie Redmayne - La teoria del tutto (The Theory of Everything)

### Miglior attrice protagonista
- Julianne Moore - Still Alice
- Essie Davis - Babadook (The Babadook)
- Felicity Jones - La teoria del tutto (The Theory of Everything)
- Rosamund Pike - L'amore bugiardo - Gone Girl (Gone Girl)
- Reese Witherspoon - Wild

### Miglior attore non protagonista
- J.K. Simmons - Whiplash
- Ethan Hawke - Boyhood
- Edward Norton - Birdman
- Mark Ruffalo - Foxcatcher - Una storia americana (Foxcatcher)
- Andy Serkis - Apes Revolution - Il pianeta delle scimmie (Dawn of the Planet of the Apes)

### Miglior attrice non protagonista
- Patricia Arquette - Boyhood
- Keira Knightley - The Imitation Game
- Emma Stone - Birdman
- Meryl Streep - Into the Woods
- Naomi Watts - Birdman

### Miglior sceneggiatura
- Alejandro González Iñárritu, Nicolás Giacobone, Alexander Dinelaris Jr. e Armando Bó - Birdman
- Richard Linklater - Boyhood
- Wes Anderson - Grand Budapest Hotel (The Grand Budapest Hotel)
- Graham Moore - The Imitation Game
- Damien Chazelle - Whiplash